# 에토 마리아
에토 마리아(일본어: 江渡 万里彩, 1993년 3월 17일 - )은 일본의 탤런트이자 아이돌이다. 지바현 출신이다. 쇼치쿠게이노 소속이다.